# Théâtre des Deux Ânes
Théâtre des Deux Ânes (tj. Divadlo u dvou oslů) je pařížské divadlo s kapacitou 300 míst postavené v roce 1922 na adrese 100, boulevard de Clichy (18. obvod), ve kterém se udržuje tradice kabaretních zpěváků na Montmartru. Divadlo od roku 1995 vede komik Jacques Mailhot.
Průčelí na bulváru a průčelí sálu jsou od roku 1991 zapsány mezi historické památky.

## Historie
Na místě dnešního divadla otevřel v roce 1910 kabaretiér Stein podnik La Truie qui file. Podnik, který se nacházel na Boulevardu de Clichy, daleko od obvyklé kabaretní čtvrti Montmartre, zkracoval.
Rychle ho převzal nový majitel, který ho přejmenoval nejprve na Tavern des Truands, poté na Cabaret des Truands. Také tento kabaret záhy zanikl.
Poté zde byl otevřen Cabaret du Porc-épic, který vedl novinář Maurice Millereau (1873-1935), který vytvořil show zajišťovanou částečně mladými zpěváky jako Saint-Granier, Pierre Dac a Gaston Gabaroche. Krátce poté převzal kabaret textař William Burtey a přejmenoval ho na L'Épatant. Budova byla opět prodána sídlilo zde loutkové divadlo.
V roce 1922 budovu koupil novinář André Dahl spojený s Rogerem Ferréolem, zakladatelem Théâtre de Dix Heures. Díky podpoře deníku Le Merle blanc, který poskytl potřebné finanční prostředky, byla tehdy stavba nového divadla svěřena Charlesi Millionovi. Oba režiséři pro něj nedokázali najít jméno. "Museli bychom být osli, kdybychom na žádné nepřišli", prohlásil Dalh, čímž vymyslel kabaretu nové jméno (U dvou oslů).
V roce 1928 převzal vedení Théâtre des Deux Ânes zpěvák Alibert, jehož úspěch byl postupně potvrzen. V průběhu desetiletí hostil významné zpěváky té doby jako Pierre Dac, Jean Rigaux, René Dorin, Champi, Robert Rocca, Jacques Grello, Pierre-Jean Vaillard, Anne-Marie Carrière, Maurice Horgues, Christian Vebel, Romeo Carles, Jacques Bodoin nebo Jean Poiret.
V březnu 1995 Alibertův nástupce Jean Herbert předal humoristovi Jacquesu Mailhotovi.
Mezi stálice divadla patří osobnosti jako Jean Amadou, Laurent Gerra, Pierre Douglas, Michel Guidoni, Thierry Rocher, Régis Mailhot, Pierre-Yves Noël, Jean Roucas . Komik Patrick Font se vrátil na scénu v roce 2007 a Florence Brunold vytvořila na začátku školního roku 2008 karikaturu kandidátky Ségolène Royalové.
V roce 2010 se padesát soukromých divadel v Paříži sdružených do Association pour le soutien du théâtre privé (Asociace na podporu soukromého divadla) a Syndicat national des directeurs et tourneurs du théâtre privé (Národní unie režisérů a provozovatelů soukromých divadel), včetně Théâtre des Deux Ânes, rozhodlo založit nové sdružení Théâtres parisiens associés (Sdružená pařížská divadla).